# Долна-Бешовица
Долна-Бешовица (болг. Долна Бешовица) — село в Болгарии. Находится в Врачанской области, входит в общину Роман. Население составляет 344 человека.

## Политическая ситуация
В местном кметстве Долна-Бешовица, в состав которого входит Долна-Бешовица, должность кмета (старосты) исполняет Лиляна  Цветкова Выткова (Болгарская социалистическая партия (БСП)) по результатам выборов.
Кмет (мэр) общины Роман — Красимир Петков Петков (независимый) по результатам выборов.